# Vestiville
Vestiville was de naam van een festival voor dance, hiphop, rap en urban  waarvan de eerste editie van 28 tot en met 30 juni 2019 had 'moeten' plaatsvinden op een terrein in openlucht aan de Industriezone Balendijk-Kristalpark in de Belgisch-Limburgse stad Lommel. Voor de organisatie van Vestiville zouden organisatoren zorgen die ook voor alle edities van het vroegere Nederlandse festival Vestival intgestaan hebben.
Door diverse issues werd dit festival echter net vóór het zou beginnen, definitief afgelast. Dit was een typisch voorbeeld van een afgelasting te elfder ure. De Lommelse burgemeester Bob Nijs besliste het festival onmiddellijk en definitief af te gelasten. Hij baseerde zich daarvoor op een reeks negatieve adviezen, met name van de verpleegkundigen van de verzorgingsposten ter plaatse en van de preventionist van de openbare hulpdiensten. De drie buitenlandse organisatoren, twee Nederlanders en een Brit, werden kort na de afgelasting opgepakt, doordat de politie duidelijke aanwijzingen had dat zij facturen van leveranciers slecht betaalden - of helemaal niet betaalden. Door valse betalingsbewijzen te produceren, konden de organisatoren het zover laten komen dat toch nog tot en met 28 juni veel personen in de waan waren dat dit festival wel een normaal verloop zou kennen.

## Aangekondigde line-up
De volgende artiesten waren aangekondigd:  
- Voor vrijdag o.a. voorzien: A$AP Rocky, Trey Songz, Maitre Gims, Stefflon Don, Young Ellens
- Voor zaterdag o.a. voorzien: Migos, Jason Derülo, Lil Pump, Ja Rule
- Voor zondag o.a. voorzien: Cardi B, Future, Nicky Jam, Meek Mill, Tory Lanez, Famke Louise, Ryan Leslie, 112